# كريستوفر كولومبوس ناش
كريستوفر كولومبوس نـاش (بالإنجليزية: Christopher Columbus Nash)‏ هو شخصية أعمال أمريكي، ولد في 1 يوليو 1838 في مقاطعة سابين في الولايات المتحدة، وتوفي في 29 يونيو 1922.